# Provincia de Borneo Meridional
Borneo Meridional (en indonesio: Kalimantan Selatan) es una provincia de Indonesia, localizada en el sur de la isla de Borneo junto al mar de Java; incluye también la isla Laut. La capital provincial es Banjarbaru. Los lindes de la provincia son el estrecho de Makassar al este, Kalimantan central al oeste y al norte, el mar de Java al sur y una pequeña parte de Kalimantan oriental al norte. Otras ciudades importantes son Banjarmasin, Rantau, Kotabaru, Marabahan, Martapura, Pelaihari, Barabai, Kandangan, Amuntai y Tanjung.
La provincia tenía una población de 2,97 millones de habitantes en el 2000, que creció hasta los 3,45 millones en 2008. En 2008 el número de visitantes de la provincia fue de 339 000 de los cuales 21 000 fueron visitantes internacionales, en su mayoría de China, Filipinas e India.

## Regencias (Kabupaten) y Ciudades (Kota)
Existen 11 regencias y 2 ciudades en Kalimantan Meridional
Regencias:
- Balangan
- Banjar
- Barito Kuala
- Hulu Sungai Selatan
- Hulu Sungai Tengah
- Hulu Sungai Utara
- Kotabaru
- Tabalong
- Tanah Bumbu
- Tanah Laut
- Tapin

Ciudades:
- Banjarbaru (capital de la provincia)
- Banjarmasin